# Paus Gregorius IX
Paus Gregorius IX, geboren als Ugolino di Segni (Anagni, circa 1170 - Rome, 22 augustus 1241) stamde uit de machtige Romeinse familie van de graven van Segni. Hij was bovendien een neef van paus Innocentius III. Al jong trad Ugolino in dienst bij de pauselijke curie. Hij had theologie gestudeerd te Parijs en nadien kerkelijk recht, waarschijnlijk in Bologna. Hij was achtereenvolgens pauselijk legaat (afgezant) en pauselijk kapelaan. Innocentius III benoemde hem in 1198 tot kardinaal van Ostia.

## Pausdom
Op 19 maart 1227 werd hij tot paus gekozen. Hij raakte al snel in conflict met keizer Frederik II die hij uiteindelijk bestrafte met excommunicatie. Bij de vrede van San Germano moest hij zich echter met Frederik verzoenen, nadat de steden van Lombardije hun steun aan Gregorius hadden ingetrokken. Gregorius' pontificaat heeft op vele terreinen grote betekenis gehad. Met de bul Parens scientiarum onttrok hij in 1231 de universiteit van Parijs aan de zeggenschap van de bisschop. Hij droeg de universiteiten op om de werken van Aristoteles grondig te onderzoeken en van dwalingen te ontdoen, een maatregel die de theologie en filosofie in de 13e eeuw diepgaand heeft beïnvloed. Verder schakelde deze paus vanaf 1231 de orde van de Dominicanen in bij de pauselijke inquisitie tegen de katharen. Gregorius IX bemoeide zich bijzonder met het canonieke recht. Hij belastte de Spaanse jurist Raymundus van Peñafort, een dominicaan, in 1230 met de opdracht een kerkelijk wetboek samen te stellen uit de duizenden decretalen (pauselijke vonnissen in briefvorm) van zijn voorgangers en hemzelf. In 1234 leidde dit tot de publicatie van de Decretales Gregorii IX, ook bekend onder de betiteling Liber Extra. Verder stichtte hij bijvoorbeeld in 1233 de universiteit van Toulouse. Na een woelig pausschap stierf hij op 22 augustus 1241.

## Steun aan franciscanen
Ugolino raakte onder de indruk van Franciscus van Assisi en steunde de orde van de Franciscanen en de Clarissen. Hij had zelfs franciscaan willen worden. In 1220 werd hij op vraag van Franciscus kardinaal-protector van de orde en hij werkte mee aan de Nieuwe Regel. Belangrijk voor de verdere ontwikkeling van het franciscanisme was zijn bulle Quo elongati van 1230, waarmee hij het Testament van Franciscus als niet verplichtend verklaarde. Op 16 juli 1228 verklaarde hij Franciscus heilig, reeds anderhalf jaar na zijn dood, wat ongewoon snel was. Nog sneller, minder dan een jaar na zijn dood, verklaarde hij op 30 mei 1232 de franciscaan Antonius van Padua heilig.

## Een stem in Rama
Gregorius IX is bekend vanwege een bul tegen hekserij, die hij uitvaardigde op 13 juni 1233, getiteld: Vox in Rama ("Een stem in Rama”). Deze bul ging over duivelsverering die zou plaatsvinden in vergaderingen van heksen. Duivels en heksen moesten volgens Gregorius IX door de inquisitie berecht worden.
- Bibsys: 90932602
- Biblioteca Nacional de Chile: 000187615
- Biblioteca Nacional de España: XX1149996
- Bibliothèque nationale de France: cb12515574n (data)
- Catàleg d'autoritats de noms i títols de Catalunya: 981058521665506706
- CiNii: DA04460057
- Gemeinsame Normdatei: 118541870
- Library of Congress Control Number: n84101535
- Nationale Bibliotheek van Tsjechië: ola2002153699
- Nationale bibliotheek van Australië: 35863305
- Nationale Bibliotheek van Israël: 987007262060005171
- Nationale Bibliotheek van Polen: a0000001875991
- Nationale en Universitaire bibliotheek Zagreb: 000086487
- Nederlandse Thesaurus van Auteursnamen: 071587780
- Istituto Centrale per il Catalogo Unico: SBLV245200
- LIBRIS: 271503
- Système universitaire de documentation: 027526003
- Trove: 1082367
- Union List of Artist Names: 500332924
- Virtual International Authority File: 51665760
- WorldCat: E39PBJcBWF9XjXdvWphMgRy8G3

Cursief: tegenpaus